# Gréczy Balázs
Gréczy Balázs (Budapest, 1999. május 10. –) magyar színész, zeneszerző, előadóművész.

## Tanulmányok
Az újbudai József Attila Gimnáziumban érettségizett, majd elvégezte a Pesti Magyar Színiakadémiát (2019-2022). 2022-től a Pesti Magyar Színház ensemble tagja.
A Talent Stúdióban szinkronszínésznek képezte magát. 

## Színházi szerepek
- István, a király (pogány fiú) – rendező: Szikora János
- Rómeó és Júlia (musical): Rómeó – rendező: Sápszki Attila
- Fame (musical): Schlomo – rendező: Sápszki Attila
- West Side Story (musical): Juano – rendező: Alföldi Róbert
- Madách Színház: A tizenötödik (musical): Schmidt hadbíró – rendező: Szirtes Tamás
- És mégis itt vagyunk (zenés dráma Beatles-dalokkal) – rendező: Csiby Gergely

### Pesti Magyar Színház
- Valahol Európában (musical) Hosszú: rendező: Nagy Viktor[5]
- Tüskevár (musical): Bütyök – rendező: Gémes Antos
- Rómeó és Júlia (Capuleték szolgája) – rendező: Eperjes Károly

### Pesti Magyar Színiakadémia
- Ilja próféta (Az ötödik) – rendező: Perényi Balázs
- Szarvaskirály (Deramo király) – rendező: Harsányi-Sulyom László
- Revizor (A polgármester) – rendező: Perényi Balázs
- Amphitrion (Argatiphontidas) – rendező: Harsányi-Sulyom László

## Filmes, televíziós szerepek
- Begyulladva (a narkós srác) – rendező: Dudás Balázs
- Hadik (Frigyes császár szárnysegédje) – rendező: Szikora János
- El Turca (Butler) olasz-török Disney+ sorozat)
- A szomszéd tehene (RTL Klub sorozat) – Kispóni 2004

## A rendező asszisztense
- Kern András – Gondolj rám
- Herendi Gábor – Valami Amerika 3,
- Szabó István – Zárójelentés

Két angol nyelvű saját kislemeze készült (2020-2022).